# Artropatia
Artropatia (gr. ἄρθρον arthron – staw, πάθος páthos – cierpienie) – ogólne określenie zmian chorobowych w zakresie jednego lub więcej stawów.
Pojęcie to obejmuje choroby zapalne oraz niezapalne, pierwotnie dotyczące narządu ruchu, jak i będące następstwem schorzeń obejmujących inne układy i narządy:
- Artropatie w przebiegu zakażeń:

1. ropne zapalenie stawów;
2. zakażenia stawów w przebiegu chorób zakaźnych: rzeżączki, gruźlicy, boreliozy, kiły wrodzonej (stawy Cluttona);
3. artropatie reaktywne: choroba Behçeta, reaktywne zapalenie stawów;
4. gorączka reumatyczna, artropatia Jaccouda;

- Artropatie zapalne:

1. reumatoidalne zapalenie stawów, młodzieńcze idiopatyczne zapalenie stawów
2. artropatia w przebiegu łuszczycy: łuszczycowe zapalenie stawów
3. artropatie w przebiegu nieswoistych zapaleń jelit: choroby Leśniowskiego-Crohna, wrzodziejącego zapalenia jelita grubego;
4. artropatie związane z odkładaniem kryształów: dna moczanowa, chondrokalcynoza;
5. artropatie w przebiegu innych chorób: zespołu Lescha-Nyhana, cukrzycy (artropatia neurogenna), nadczynności przytarczyc; sarkoidozy, choroby Whipple’a;

- Artropatie związane z chorobą zwyrodnieniową stawów: koksartroza, gonartroza, guzki Heberdena, guzki Boucharda;
- Artropatie będące następstwem urazów, wad rozwojowych lub nieprawidłowego obciążenia stawów: np. paluch koślawy, kolana koślawe, przemieszczenia rzepki, uszkodzenia łąkotek i więzadeł kolana, myszka stawowa;
- Artropatia w przebiegu hemofilii: spowodowana krwawieniami do stawów;
- Artropatie w przebiegu chorób nowotworowych: mięsak błony maziowej, chrzęstniakowatość maziówkowa, osteoartropatia przerostowa.